# Myanmarské námořnictvo
Myanmarské námořnictvo je námořní složkou myanmarských ozbrojených sil. Malé myanmarské námořnictvo, operující především při pobřeží a na řekách, od roku 2000 prochází významnou modernizací a expanzí s cílem dostat se na úroveň svého regionálního rivala – bangladéšského námořnictva. K roku 2007 mělo cca 16 000 příslušníků a 122 plavidel. Jádro jeho sil tvoří lehké fregaty, korvety a raketové čluny. Velitelství námořnictva sídlí v Rangúnu.
Myanmarské válečné lodě mají před jménem zkratku UMS (Union of Myanmar Ship).

## Historie

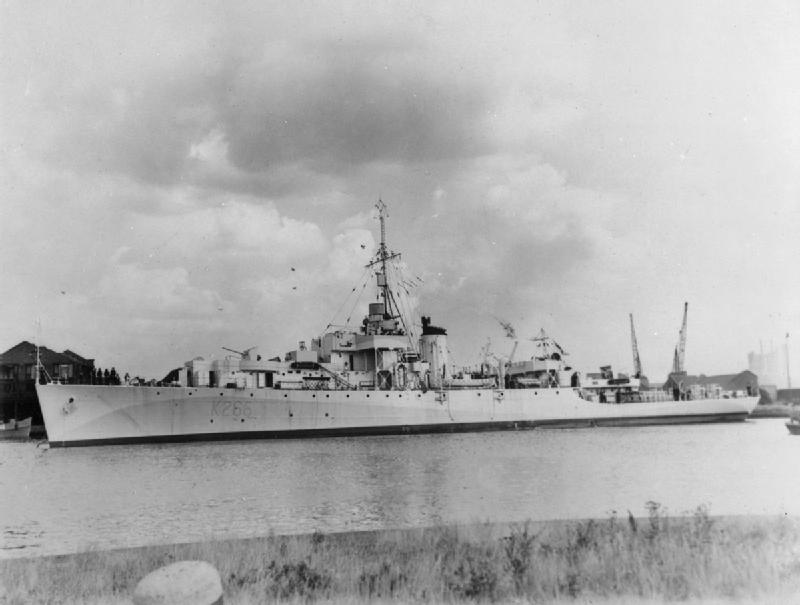
Fregata HMS Fal v roce 1943

Myanmarské námořnictvo vzniklo po vyhlášení nezávislosti Barmy roku 1948. Roku 1948 námořnictvo získalo fregatu třídy River Mayu (F266, ex HMS Fal) a čtyři dělové čluny. V letech 1950–1951 bylo z USA dodáno 10 kutrů pobřežní stráže a v letech 1956–1957 pět útočných člunů britské třídy Dark. Roku 1958 námořnictvo získalo minolovku Yan Myo Aung (ex HMS Mariner (J380)) druhoválečné třídy Algerine, která byla až do svého vyřazení roku 1989 největší barmskou válečnou lodí.
V 60. letech byly vylepšeny domácí loděnice, v nichž bylo s jugoslávskou pomocí postaveno několik typů námořních a říčních válečných lodí, včetně dvojice roku 1960 do služby přijatých hlídkových lodí třídy Nawarat. Roku 1965 byla v USA zakoupena korveta Yan Taung Aung (ex USS Farmington (PCE-894)) třídy PCE-842 a roku 1967 korveta Yan Gyi Aung (ex USS Creddock (AM-356)) třídy Admirable.
V 80. letech námořnictvo získalo hlídkové čluny PGM 412–414 postavené v domácích loděnicích, hlídkové čluny PGM 401–406 postavené v USA, tři dánské hlídkové lodě třídy Osprey 50 a tři hlídkové čluny Swift ze Singapuru.
V 80. letech se námořnictvo soustředilo na ochranu pobřeží, kontrolu rybolovu a operace na řekách. Jeho hlavní síly tvořila jedna britská fregata a čtyři korvety pocházející ze 40. let, dvě domácí hlídkové lodě pocházející ze 60. let a několik desítek lehkých plavidel. K roku 1983 mělo asi 7000 příslušníků. Námořnictvo tehdy postrádalo schopnosti operovat proti válečným lodím hlavních kategorií, ponorkám, ale i letadlům. Jeho modernizaci a rozvoji bránil především nedostatek financí. Roku 1988 proto byla zahájena dílčí modernizace námořnictva, které v 90. letech získalo šest čínských raketových člunů typu 037IG, deset čínských stíhačů ponorek typu 037 (třída Hainan) a několik raketových člunů postavených domácími loděnicemi. Díky tomu se velikost námořnictva mezi lety 1988 a 1998 zdvojnásobila. Naopak plán na zakoupení čínských fregat tehdy nebylo možné uskutečnit kvůli nedostatku financí.

## Současnost

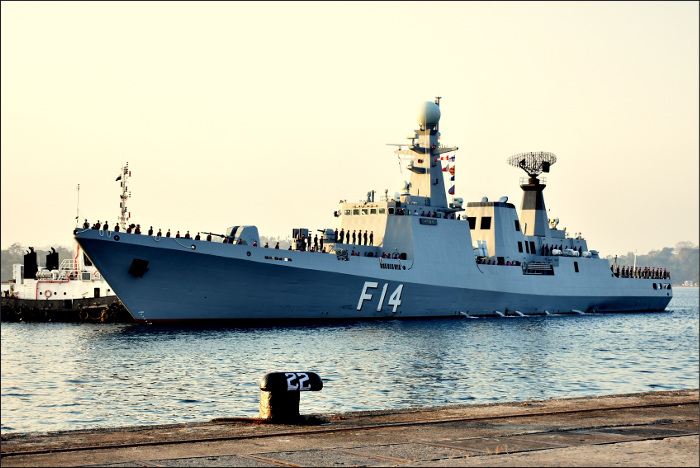
Sin Phyu Shin (F14)

Slabé a zastarávající myanmarské námořnictvo začalo výrazně zaostávat za svým regionálním rivalem – bangladéšským námořnictvem. To omezovalo jeho schopnosti při kontrole rybolovu a při hájení zájmů země ve sporu mezi Indií, Bangladéšem a Myanmarem o námořní hranice v Bengálském zálivu bohatém na nerostné suroviny. V roce 2008 tak například došlo k tomu, že Myanmar i Bangladéš vyslali své válečné lodě do sporné oblasti, kde společnost Daewoo se souhlasem myanmarské vlády prováděla průzkum. Poznání slabosti myanmarského námořnictva vedlo k urychlení jeho modernizace, nastartované roku 2001. Námořnictvo postupně posilují například fregaty třídy Aung Zeya (má jich být postaveno až šest), tři korvety Anawrahta, deset raketových člunů třídy FAC-M. Roku 2012 byly dodány také dvě starší čínské fregaty typu 053H1, modernizované pro nesení protilodních střel C-802. Většinu plavidel Myanmar staví vlastních loděnicích a za nemalé podpory ČLR. Námořnictvo rovněž projevuje zájem o pořízení ponorek. Roku 2020 má získat indickou ponorku INS Sindhuvir ruského projektu 877EKM.

## Složení

### Fregaty
- Třída Aung Zeya
  - Aung Zeya (F11)
  - Kyan Sit Thar (F12)
  - Sin Phyu Shin (F14)

- Fregata typu 053H1 (v kódu NATO: Jianghu II)
  - Mahar Bandoola (F21, ex An-šun)
  - Mahar Thiha Thura (F23, ex Ťi-šou)

### Korvety
- Třída Anawrahta
  - Anawratha (771)
  - Bayinnaung (772)
  - Tabinshwehti (773)

### Raketové čluny
- Třída FAC-M (491, 492)
- Raketový člun typu 037IG
  - Maga (471)
  - Saittra (472)
  - Duwa (473)
  - Zeyda (474)
  - (475)
  - (476)

### Hlídkové čluny
- Třída Indaw (Osprey 50)[2]
  - Indaw (55)
  - Inya (57)

- Třída Inlay - oceánská hlídková loď
  - Inlay (54)
  - Inwa (53)

- Třída Yan Nyein Aung – stíhače ponorek
  - Yan Nyein Aung (443)
  - Yan Min Aung (445)
  - Yan Ye Aung (446)
  - Yan Zwe Aung (450)

- Třída Super Dvora Mk III – 8 ks

- Třída PGM 412 – 3 ks[2]
- Třída PGM 401 – 6 ks[2]

### Ponorky
- Typ 035B - Min Ye Kyaw Htin

- Projekt 877EKM - Minye Theinkhathu

### Výsadkové lodě
- Třída Makassar
  - Moattama (1501)

## Plánované akvizice
- King Thalun (F19) – fregata